# 三原観光汽船
三原観光汽船株式会社（みはらかんこうきせん）は、広島県三原市に存在した海運会社。主に三原港と生口島を結ぶ航路を運航していた。

## 概要
三原港と生口島を結ぶ航路を運航していた中では最大手でマルト汽船、ほうらい汽船と競合していた。バブル時代には新造船を積極的に投入、チャーター専用船を有するなどしていたが、1999年のしまなみ海道の開通による旅客数減少、燃料価格の高騰、ETC割引制度（いわゆる「1000円高速」）によるフェリー利用台数の4割減少などの影響により、2009年5月に航路廃止を中国運輸局に申請、同年11月末に運航を終了、廃業した。

## 航路
- 三原港 - 瀬戸田港（高速船）
- 須波港 - 沢港（フェリー）

三原港の輻輳を解消するため、1987年以降、フェリーは須波港発着となった。

## 船舶

### フェリー
- 第二せとだ丸[2]

1960年10月進水、瀬戸田フェリー所有
60.06総トン、ディーゼル、機関出力75ps、旅客定員94名
- せとだ丸[2]

1962年10月進水、瀬戸田フェリー所有
52.69総トン、ディーゼル、機関出力75ps、旅客定員70名
- ふでかげ (初代)[3]

1966年8月竣工、須波造船建造。引退後、幸陽船渠に売船。
129.41総トン、全長28.00m、型幅6.50m、型深さ2.50m、ディーゼル1基、機関出力200ps、旅客定員250名
- ひのたき[4]

1967年10月進水、須波造船建造、瀬戸田フェリー所有
142.86総トン、垂線間長25.3m、型幅7.0m、型深さ2.6m、ディーゼル1基、機関出力300ps、航海速力9ノット、旅客定員300名、トラック7台
- なるたき[5]

1971年竣工、1971年2月就航、須波造船建造
195.95総トン、全長33.00m、幅9.00m、深さ2.88m、機関出力750PS、航海速力11.0ノット、旅客定員300名、8tトラック13台
- ふでかげ (2代)[6]

1970年5月竣工、1978年7月就航(買船)、備南船舶工業建造、もと大崎汽船「おおさき」。引退後、個人船主に売船、貨物フェリー「第八睦丸」に改造。
181.94総トン、全長35.00m、幅7.80m、深さ2.80m、機関出力500PS、航海速力11.81ノット、旅客定員200名、8tトラック11台
- かたふじ[6]

1969年6月竣工・就航
170.70総トン、全長31.5m、幅7.79m、深さ2.80m、機関出力500PS、航海速力10.5ノット、旅客定員350名、8tトラック11台
- るり丸[5]

1987年竣工、2006年引退、内海造船瀬戸田工場建造、引退後はフィリピンへ売却
265総トン、全長49.80m、幅10.50m、深さ3.10m、機関出力950PS、航海速力9.20ノット、旅客定員250名、バス3台、乗用車5台
- はり丸[5]

1988年10月竣工・就航、2009年引退、内海造船瀬戸田工場建造、引退後はフィリピンへ売却
290総トン、全長49.80m、幅10.50m、深さ3.10m、機関出力1,000PS、航海速力10.5ノット、旅客定員250名、バス4台、乗用車3台、軽自動車2台
- フェリーすなみ[8]

1977年竣工、1990年買船・改造、1998年引退、川本造船所建造、元・大崎汽船「ニューおおさき」、売却後は美咲海送「第二フェリー美咲」
273.37総トン、全長39m、幅8.6m、深さ3m、ディーゼル、機関出力750PS、航海速力11ノット、旅客定員200名、トラック9台
- しまなみ

1998年5月竣工、神原造船建造（第502番船）、航路廃止まで就航後、航路を継承した須波航路サービスへ移籍
234総トン、全長49.80m、型幅11.10m、型深さ3.15m、ディーゼル1基、機関出力1,000PS、航海速力9.5ノット、旅客定員250名、乗用車30台

### 高速船
- 西日光[9]

1972年9月竣工、鈴木造船所建造
65.43総トン、全長19.40m、型幅4.60m、型深さ2.15m、ディーゼル2基、機関出力1,190ps、航海速力24.18ノット、旅客定員90名
- 第二西日光[9]

1973年10月竣工、鈴木造船所建造
63.97総トン、全長19.40m、型幅4.60m、型深さ2.15m、ディーゼル2基、機関出力1,300ps、航海速力23.60ノット、旅客定員90名
- 第三西日光

1976年10月竣工、瀬戸内工業建造
115.20総トン、全長23.00m、幅5.40m、深さ2.50m、ディーゼル3基、機関出力1,620PS、最大速力30.7ノット
- 第五西日光

1981年2月竣工、瀬戸内クラフト建造
59.32総トン、全長18.00m、幅4.40m、深さ2.00m、ディーゼル2基、機関出力910PS、最大速力30.67ノット
- 第八西日光

1981年10月竣工、瀬戸内クラフト建造
60.89総トン、全長18.00m、幅4.40m、深さ2.00m、ディーゼル2基、機関出力910PS、最大速力30.22ノット
- 第十西日光

1983年6月竣工、瀬戸内クラフト建造、売却後、本島汽船「ブルーオーシャン｣を経て瀬戸内クルージング「ホワイトドルフィン」となり、さらに売却され現在は熊本天草の共同フェリー「ホワイトドルフィン」として就航
19.00総トン、全長15.45m、幅4.10m、深さ1.70m、ディーゼル（ヤンマー 6HAK-DT）2基、機関出力560PS、最大速力27.01ノット
- シーピース

1985年竣工、ニュージャパンマリン建造
19.00総トン、機関出力560PS、航海速力26.0ノット、旅客定員82名
- 第十一西日光

1987年竣工、ニュージャパンマリン建造、売却後は愛南町西海観光船「第六かしま」
- 第十二西日光

1994年竣工、三保造船所 (大阪府)建造、元・今治高速船「第十二かもめ」、2008年売却、小豆島豊島フェリー「ひかり (3代)」として就航
38.00総トン、機関出力1,250PS、航海速力25ノット、旅客定員95名
- しゃるまん[11]

1990年12月竣工、瀬戸内クラフト建造、2005年売却、加藤汽船で神戸-関空ベイ・シャトル予備船となった後、国立療養所大島青松園の渡船として就航
90総トン、登録長25.68m、型幅5.60m、型深さ2.51m
- マリンエース[11]

1978年11月竣工、三保造船所 (大阪府)建造、元・瀬戸内海汽船
63.49総トン、登録長19.23m、型幅4.50m、型深さ2.07m、機関出力1,080PS、航海速力25ノット、旅客定員72名
- シーホーク

19総トン、1988年竣工、三保造船所 (大阪府)建造、元・坊勢汽船、2009年購入、航路廃止まで就航後、同航路を運航するほうらい汽船へ移籍

### 旅客船

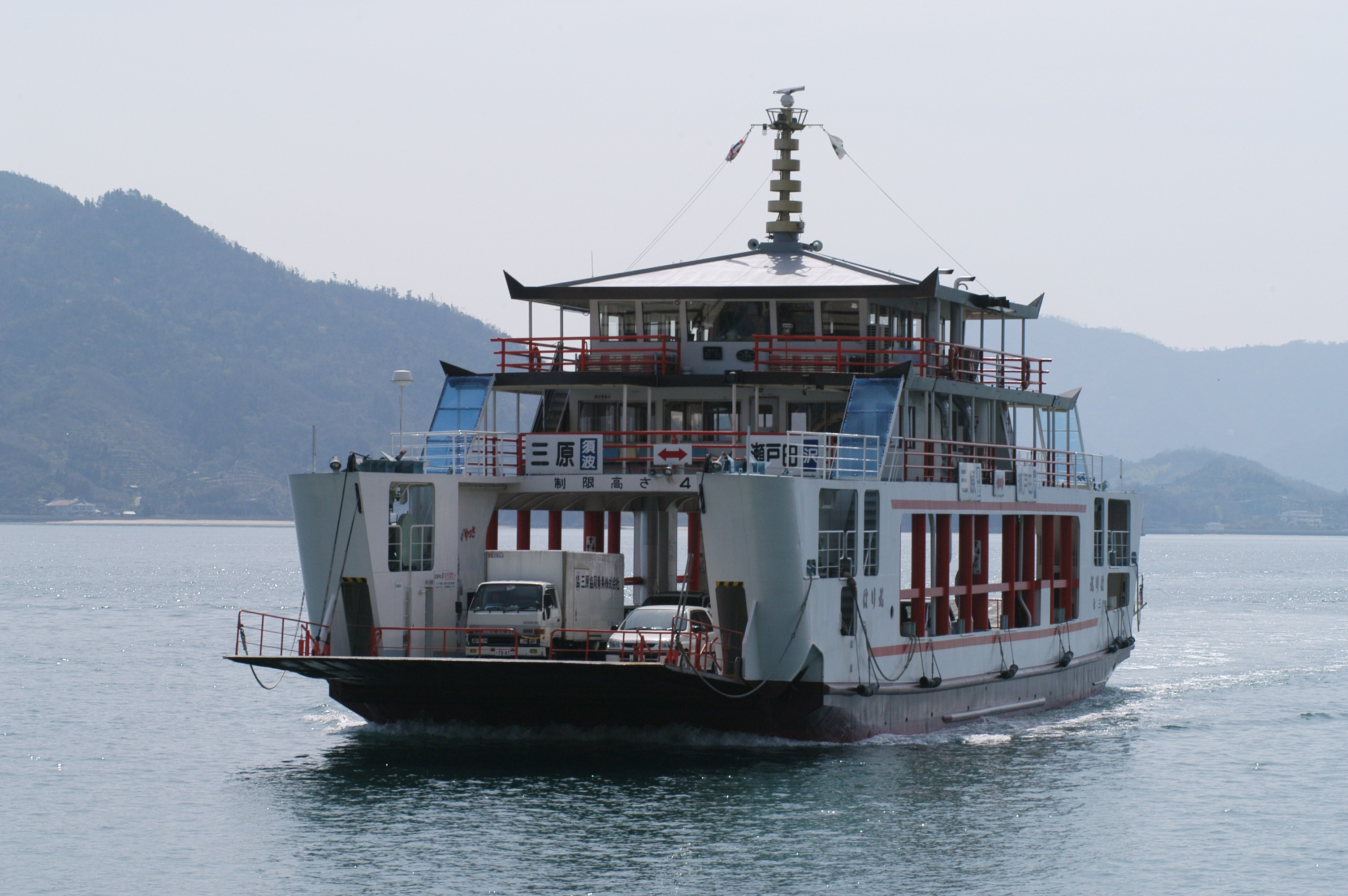
はり丸
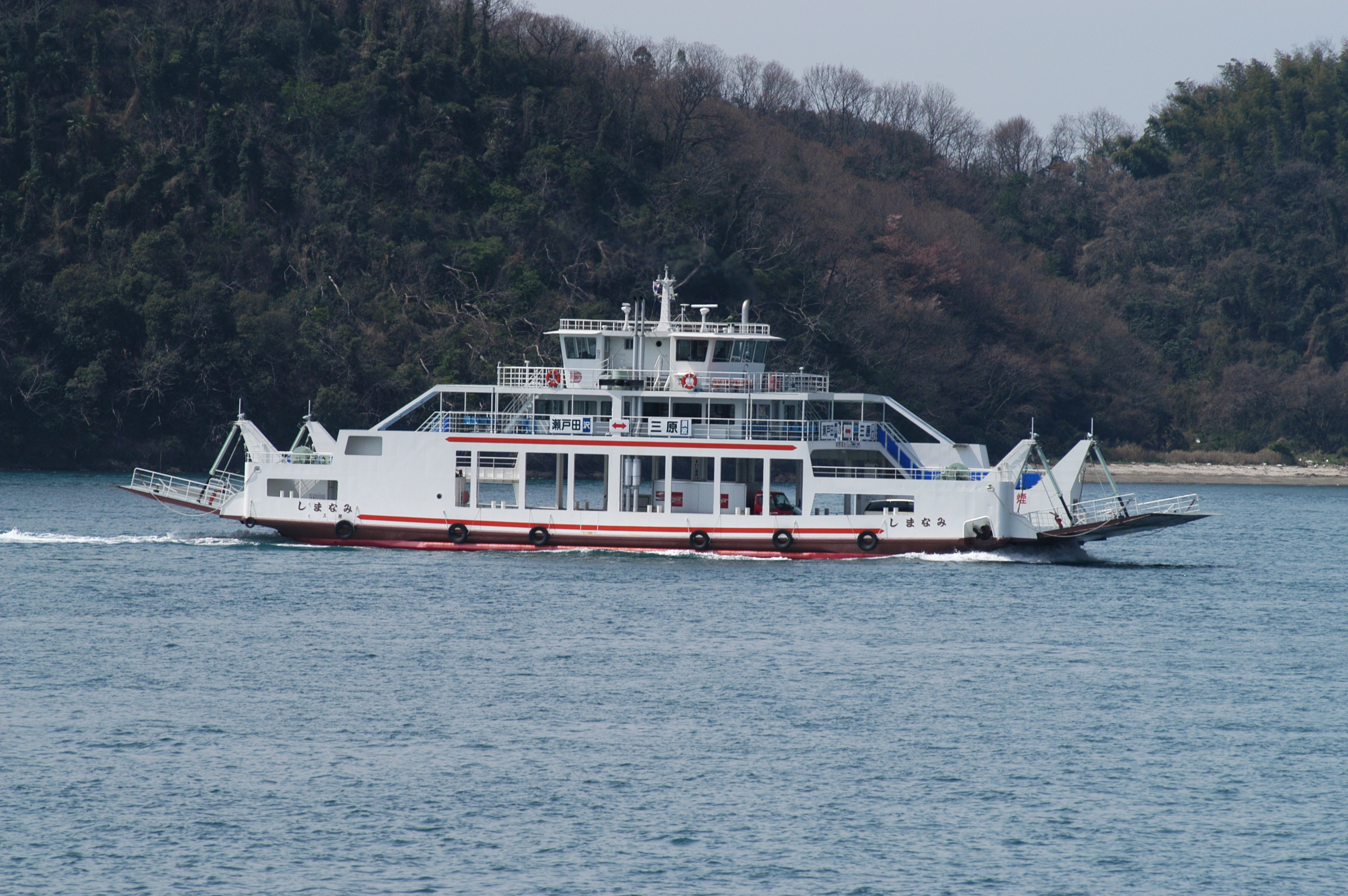
しまなみ
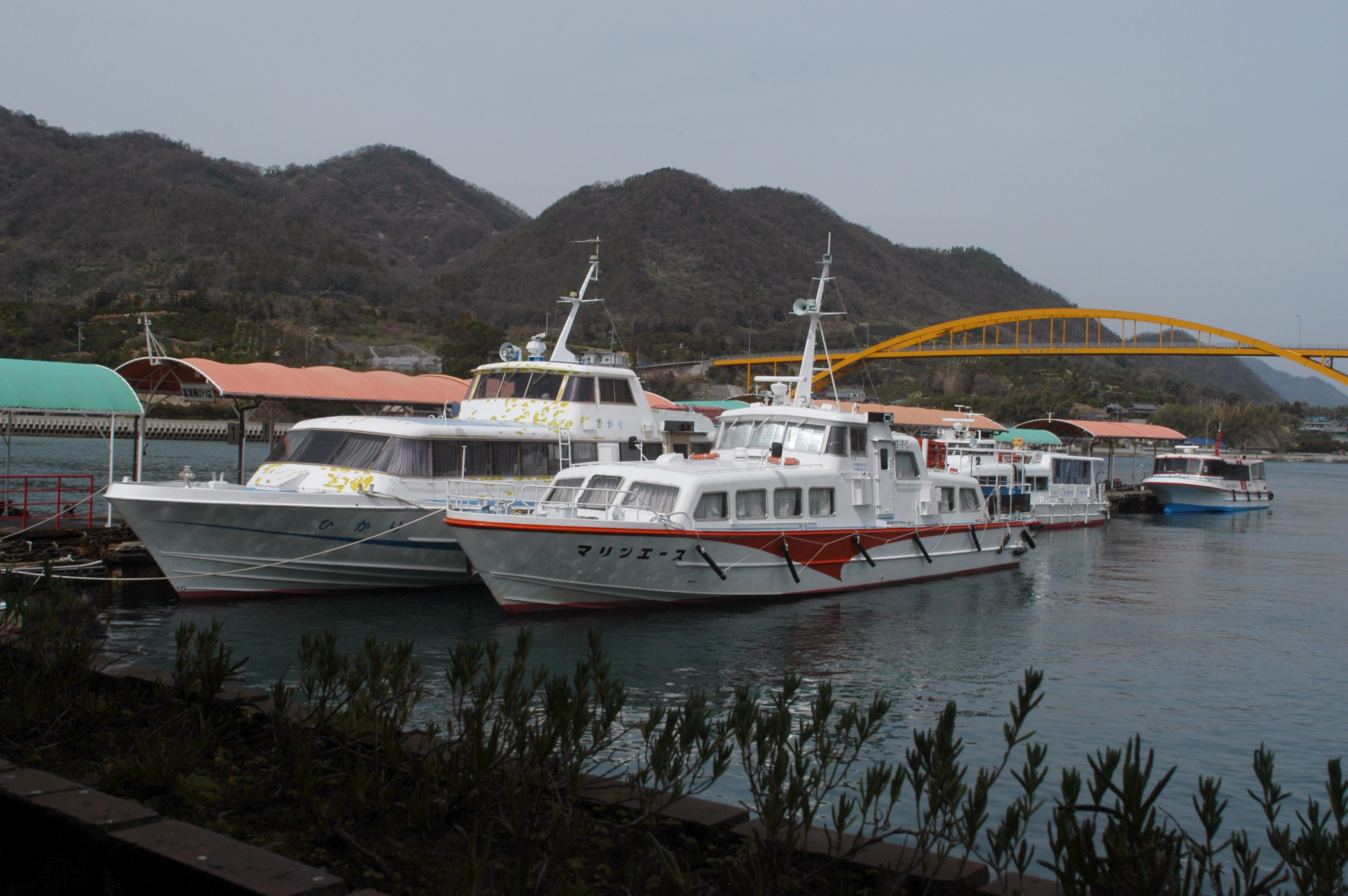
マリンエース

- 第五三原丸[2]

1951年12月進水、木造船、三原海運所有
53.21総トン、ディーゼル、機関出力120ps、航海速力9ノット、旅客定員234名
- 第二中央丸[2]

1953年12月進水、三原海運所有
65.77総トン、ディーゼル、機関出力150ps、航海速力10ノット、旅客定員130名
- ガルーダ1号[12]

1972年竣工、ガルーダ建造、FRP製。1986年3月就航(買船)、もと江崎汽船
87.49総トン、機関出力660PS、航海速力15.0ノット、旅客定員163名
- はり丸
- しまなみ
- マリンエース